# Долгое (Меденичская поселковая община)
Долгое (укр. Довге) — село в Меденичской поселковой общине Дрогобычского района Львовской области Украины.
Население по переписи 2001 года составляло 634 человека. Занимает площадь 52,5 км². Почтовый индекс — 82164. Телефонный код — 3244.

## Исторические сведения
Первые данные о численности населения в селе датируются второй половиной 17 века. Так, согласно ревизией 1692 сел Заднестрянское части Перемышльской земли Долгое было королевским селом, в котором проживало 99 кметов (крестьян), 7 князей, было 108 оседлых дворов. В Зубрице, которая тогда принадлежала Долкому проживало 12 кметов. В селе была одна мельница и одна корчма.
Следующие данные о численности населения, проживавшего в селе, источники фиксируют, начиная с первой половины XIX века. В частности, в 1830 году приходской церкви в Долгом принадлежало 784 греко-католиков, на приселке Перепростыня проживало 104 жителя, на Заречье — 237, а в селе Майдане, принадлежавшему тогда к Долгому — 135 жителей. Так, общее количество прихожан, которые проживали в Долгом и на присёлках составило 1260 человек. На протяжении 19 века Долгое подвергается постоянным территориальным изменениям: одни выселки выделяются, другие вновь объединяются с селом. Так, указатель населённых пунктов Галиции 1897 года к Долгому относит только выселки Локоть и Перепростыня. Общее количество жителей села составляло 1596 человек. В настоящее время Долгое относится к Дрогобычскому староству, ближайшая телеграфная и почтовая станции находились в селе Сходница за 12 км от села. Шематизм 1905 года насчитывает в селе 1997 жителей. Из них 945 принадлежали к материнской церкви, в церкви Введения Пресвятой Богородицы — 679 человек, в Перепростыни проживало 172, а в Майдане — греко-католиков — 201, латинян — 247 и евреев — 284. Указатель 1918 года относит к Довгому только Перепростыню. Общее число жителей в это время составляло 2084 человека. В выписке из протокола Куратория ОШЛ 30 апреля 1928 года отмечалось, что общее количество жителей составляет 2097 человек, из них 7 римокатоликов, 1947 греко-католиков и 144 евреев. По национальному составу в селе проживало 23 поляков, 1965 украинцев, 109 евреев. До 1939 года в селе проживало 2177 украинцев, 150 евреев, 1 немец.
Первые письменные сведения о церкви в селе датируются 1507 годом. Эту дату приводит Будзинский С. во время исследования поборового реестра Русского воеводства. С 1645 года в селе упоминается ещё одна церковь, которая просуществовала до 1723 года.